# Hecatera corsica
Hecatera corsica är en fjärilsart som beskrevs av Jules Pièrre Rambur 1832. Hecatera corsica ingår i släktet Hecatera och familjen nattflyn. Inga underarter finns listade i Catalogue of Life.